# جائزة ألمانيا الكبرى 1953
جائزة ألمانيا الكبرى 1953 هو سباق فورمولا 1 أقيم بتاريخ 2 أغسطس 1953 في حلبة نوربورغرينغ، ألمانيا الغربية. كان السابع من أصل 9 في بطولة العالم لسباقات الفورمولا واحد موسم 1953. حلّ الإيطالي جوزيبي فارينا أولا بينما جاء الأرجنتيني خوان مانويل فانجيو في المركز الثاني وحصل على المركز الثالث البريطاني مايك هاوثورن.